# Virginia (игра)
Virginia — мистическая приключенческая инди-игра от первого лица, разработанная Variable State и выпущенная 505 Games. Главной героиней становится Анна Тарвер, агент ФБР, которая должна расследовать своё первое дело — исчезновение мальчика из Вирджинии.
Режиссёрами выступили Джонатан Берроуз и Терри Кенни, музыку к игре написал Линдон Холланд. Берроуз, Кенни и Холланд совместно написали сценарий. Игра была впервые анонсирована в июле 2014 года и готовилась к выпуску в 2015 году. Прототип демонстрировался на выставках Future of StoryTelling и Eurogamer Expo. 30 августа было объявлено, что дистрибуцией будет заниматься 505 Games. Демоверсия игры была выпущена на площадке Steam. Официальный выход состоялся 22 сентября 2016 года на платформах macOS, PlayStation 4, Windows и Xbox One.

## Игровой процесс
Virginia — это мистический приключенческий триллер от первого лица. Основное место действия происходит в вымышленном штате Вирджинии, в 1992 году. Игрок управляет новоиспечённым агентом ФБР — Энн Тарвер, которая помогает её коллеге по работе — Марии Халперин. На протяжение всего игрового прохождения, игрок действует от имени Тарвер в компании Халперин, взаимодействует с окружающем миром, общается с другими персонажами. Сцены в игре часто сопровождаются разными кинематографическими сценами, например монтажными вставками для усиления драматического эффекта.

### Сюжет
Действие происходит поздним летом в 1992 году, Энн Тарвер стала новобранкой в рядах агентов ФБР. Её приставляют к Марии Халперин, вместе им надо исследовать таинственное исчезновение мальчика Лукаса Фейрфакса в вымышленном городке Кингдом — Вирджинии. Сама Халперин опытный, но подорвавший доверие агент. Тарвер в том числе тайно поручают следить за Халперин и немедленно доложить о её подозрительных действиях.

Кадр из игры

Энн узнаёт, что Лукас интересовался фотографией и находит пещеру, где он возможно бывал. Анна и Мария спасаются от обвала. На следующий день на Марию нападает подросток и отбирает у неё медальон с фотографией её матери и бывшего члена ФБР. Они арестовывают мальчика и находят у него ЛСД. Женщины продолжают расследование и находят фотографии Лукаса, сделанные на территории заброшенной обсерватории. Они туда пытаются попасть, но им дорогу преграждают силы BBC, в том числе и мэр города и отец Лукаса. Женщины возвращаются в штаб квартиру ФБР и Энн решает тайно расследовать дело Марии. На следующий день, на заправке Мария случайно обнаруживает в сумке Энн досье на Марию. Обиженная женщина уезжает, оставляя Энн одну. Энн находит медальон Марии и отправляется в её квартиру, чтобы взломать её. Там она обнаруживает расследования, начатые ещё матерью Марии — Джуди об отце Энн, раскрывая заговор внутри ФБР. Энн находит Марию, обещает больше не шпионить за ней, хотя узнала что на самом деле Мария тоже шпионила за Энн.
На следующий день обоих женщин арестовывают, подозревая, что своим расследованием женщины раскроют заговор, в котором замешаны силы ФБР и BBC. В камере Энн сталкивается с видением будущего, где она сдав Марию и выйдя на свободу также начинает собирать досье на остальных работников ФБР и избавляться от них, и итоге замещая самого начальника. Энн решает принять ЛСД, оставшийся с расследования и в своих видениях попадает в обсерваторию, став свидетельницей странного ритуала, проводимого главными лицами Кингдома и директором ФБР. Затем Энн увидела воспоминания участников ритуала, в том числе момент, когда отец Лукаса был пойман на романе с самим Лукасом. Затем героиня попадает в собственное прошлое, где прикованный к постели отец даёт ключ от запертого ящика. Энн ломает ключ при попытке открыть ящик и решает сжечь его, боясь узнать утаённую в нём правду и оставив сломанный ключ на память.
Обоих женщин отпускают на следующий день. Они видят молодого парня, похожего на Лукаса, который автостопом уезжает из города.

## Разработка
Игру разрабатывала независимая британская студия Variable State, основанная Джонатаном Берроузом и Терри Кенни, бывшими разработчиками DeepMind. К проекту на ранней стадии присоединился Линдон Холланд, от создал музыку к игре и фоли-шумы. Игра была создана на движке Unity. Variable State — виртуальная студия, все её работники работали удалённо и каждое утро отчитывались о проделанной работе через видео-звонки.
Берроуз и Кенни изначально задумывали более амбициозный проект, игру с более традиционным игровым процессом, но рассчитав свои силы, поняли что не справятся со многими идеями. Это поставило только что начавшуюся разработку на грань срыва. Затем разработчики начали искать вдохновение, играя в другие инди-игры, созданные небольшими командами. В частности их впечатлила игра Брендона Чанга Thirty Flights of Loving, в частности показанные в ней кинематографические вставки в режиме реального геймплея. Сами Берроуз и Кенни увлекались детективными фильмами и сериалами из 1990-х, например «Твин Пикс», «Секретные материалы» или «Молчание ягнят». Они в итоге определились с тематикой игры. В Virginia делается особый акцент на кинематографию, при этом игрок видит развитие сюжета с точки зрения восприятия главной героини, Берроуз заметил, что не всё в игре является реальностью, а что-то вымышленным восприятием.
Так как у команды, состоящей их трёх членов было мало ресурсов на разработку, они приняли решение полностью исключить все словесные диалоги из игры, таким образом команда могла сосредоточиться на картинке и кинематографии. В противном случае команде пришлось бы искать команду актёров и учитывать множество факторов, как совместимость актёров, постановку диалогов, диалоговые системы. Вместо этого сюжет в игре передаётся через действия и поступки персонажей. Команде требовалось создать множество анимаций, им в том числе помогали ирландские аниматоры, управляющие анимационной компанией Pink Kong Studios.
По мере разработки, Variable State наняла программиста Кирана Кигана, работавшего над Kitty Powers' Matchmaker, также в команду вошли технический художник Мэтт Уайлд, 3D-художник Стивен Браун, аниматоры Эбби Робак, Стив Джеймс Браун и Микаэль Перссон. 3D-художник Уэйн Питерс помогал с аутсорсингом.

## Отзывы критиков
| Сводный рейтинг    | Сводный рейтинг                        |
| Агрегатор          | Оценка                                 |
| ------------------ | -------------------------------------- |
| GameRankings       | XONE: 77,27 % PC: 76,28 % PS4: 74,92 % |
| Metacritic         | PC: 76/100 XONE: 82/100 PS4: 77/100    |
| Иноязычные издания |                                        |
| Издание            | Оценка                                 |
| Destructoid        | 3/10                                   |
| Game Informer      | 93 %                                   |
| IGN                | 8,5                                    |
| God is a Geek      | 10/10                                  |
| Guardian           | 60 %                                   |

Средняя оценка игры по версии агрегатора Metacritic составила 82 % для Xbox One, 77 % для PlayStation 4 и 76 % для ПК. Редакция журнала The Daily Telegraph присвоила игре пять звёзд из пяти, заметив, как игра развивает концепцию из Dear Esther, Gone Home и Firewatch, но из всех них дальше всего продвигается в интерактивном повествовании. Журнал Time присвоил игре 4,5 балла из 5 возможных, заметив, как игра впечатляет своими великолепными и яркими моментами, усиленными отсутствием слов и пояснений. Критик Game Informer присудил игре 9,25 из 10 баллов, назвав игру напряженным триллером и в котором достигается прекрасный баланс между повествованием и интерактивностью, чего не встретишь в приключенческих играх от первого лица, основанных на повествовании, с того момента, когда их начали создавать. Критик God is a Geek признался, что столь эмоциональных игр, как Virginia кране мало. Её история мощная, захватывающая и заставляет задуматься о многом. Критик Ragequit назвал игру лиричным, триповым и мрачно-сюрреалистичным приключением, мастером-классом по повествованию, действие которого происходит в самом сердце Америки. Дополнительным бонусом стал один из самых лучших саундтреков к игре.
Редакция PC Gamer присудила игре 72 %, назвав её прекрасным кинематографическим триллером, но со слишком ограниченным взаимодействием и неясным финальным актом. Кейтлин Кук с сайта Destructoid аналогично заметила, что игра к сожалению ради кинематографии жертвует способностью игрока воспринимать происходящее вокруг него, а ближе к концу история просто разваливается. Игра сильно ограничивает возможность исследования местности ради кинематографии и не позволяет привязаться к персонажам. Редактор журнала The Guardian заметил, что Virginia, претендующая на звание кинематографической игры предлагает достаточно посредственную историю, но если её рассматривать как инди-проект, то он впечатляет не только способом подачи истории; но и своими анимациями и главным образом приятным музыкальным сопровождением, которое критик назвала главным достоинством игры.

### Споры
Игра вскоре после выпуска подверглась ревью-бомбингу на площадке Steam из-за того, что Virginia по их мнению была очередным образцом «симулятора ходьбы», не обладая качествами традиционной игры и продвигала «социальную справедливость» из-за чернокожей героини и по мнению противников именно из-за этого некоторые издания, такие как IGN, Polygon, The Verge или Time поставили игре хорошие оценки. Эту критику оспаривала Джесси Сингал с сайта The Intelligencer, утверждая, что она исходит из небольшого круга геймеров, уверенных в том, что «симуляторы ходьбы» — это псевдо-игры, продвигаемые коррупционными СМИ, находящимися в сговоре с SJW против геймеров. При этом такие критики игнорируют факт того, что существуют гораздо больше симуляторов ходьбы, нежели Gone Home или Firewatch и далеко не все они получали хорошие оценки.

### Награды
Журналы TIME, The Washington Post и The Telegraph включили Virginia в список 10 лучших игр 2016 года. Редакция Mic включила её также в список 10 самых недооценённых игр 2016 года.
| Год  | Награда                           | Категория                                | Итог      | Ссылки        |
| ---- | --------------------------------- | ---------------------------------------- | --------- | ------------- |
| 2016 | Fun & Serious Titanium Awards     | Лучшая инди-игра                         | Номинация | [ 38 ]        |
| 2016 | Fun & Serious Titanium Awards     | Лучший саундтрек                         | Номинация | [ 38 ]        |
| 2016 | Global Game Awards                | Лучшее приключение                       | Номинация | [ 39 ]        |
| 2016 | Global Game Awards                | Лучшее аудио                             | Номинация | [ 39 ]        |
| 2016 | Global Game Awards                | Лучшее инди                              | Номинация | [ 39 ]        |
| 2016 | Unity Awards 2016                 | Лучшая настольная/консольная игра        | Номинация | [ 40 ]        |
| 2017 | Independent Games Festival        | Лучшее аудио                             | Номинация | [ 41 ]        |
| 2017 | Independent Games Festival        | Превосходное повествование               | Номинация | [ 41 ]        |
| 2017 | Independent Games Festival        | Превосходный визуальный стиль            | Номинация | [ 41 ]        |
| 2017 | Independent Games Festival        | The Nuovo Award за инновации             | Номинация | [ 41 ]        |
| 2017 | Writers' Guild Awards 2017        | Лучший сценарий в видео-игре             | Победа    | [ 42 ] [ 43 ] |
| 2017 | 13th British Academy Games Awards | Британская игра                          | Номинация | [ 44 ]        |
| 2017 | 13th British Academy Games Awards | Дебютная игра                            | Номинация | [ 44 ]        |
| 2017 | 13th British Academy Games Awards | Музыка                                   | Победа    | [ 45 ]        |
| 2017 | Develop Awards 2017               | Новые игры IP                            | Номинация | [ 46 ]        |
| 2017 | Develop Awards 2017               | Анимация                                 | Номинация | [ 46 ]        |
| 2017 | Develop Awards 2017               | Визуальный дизайн                        | Номинация | [ 46 ]        |
| 2017 | Develop Awards 2017               | Музыкальный дизайн                       | Номинация | [ 46 ]        |
| 2017 | Develop Awards 2017               | Креативный аутсорсер (Pink Kong Studios) | Номинация | [ 46 ]        |